# Asnois (Nièvre)
Asnois település Franciaországban, Nièvre megyében. Lakosainak száma 140 fő (2022. január 1.). Asnois Villiers-sur-Yonne, Amazy, Brèves és Metz-le-Comte községekkel határos.

## Népesség
A település népességének változása:
| Lakosok száma | 159  | 156  | 154  | 146  | 143  | 141  | 139  | 139  | 140  |
|               | 2013 | 2015 | 2016 | 2017 | 2018 | 2019 | 2020 | 2021 | 2022 |